# Yusef Lateef
William Emanuel Huddleston (Chattanooga, 9 de outubro de 1920 – Shutesbury, 23 de dezembro de 2013) foi um músico de jazz, multi-instrumentista e compositor norte-americano.

## Biografia
Nascido William Emanuel Huddleston na cidade de Chattanooga, interior do estado norte-americano de Tennessee em 1920, Lateef mudou-se com sua família para Detroit, cinco anos depois. Ele tornou-se familiarizado com vários músicos de sucesso que fizeram parte da cena musical ativa de Detroit e por dezoito anos, ele estava em turnê profissionalmente com bandas de jazz liderados por Lucky Millinder, Roy Eldridge,  Hot Lips Page e Ernie Fields.
Durante os anos 50, ele começou a estudar flauta na Wayne State University, nos Estados Unidos.
Em 1960, ele tocou com Charles Mingus, acompanhado de Donald Byrd. Na década de 80, dedicou-se ao ensino na Nigéria, expandindo os seus interesses nos anos 90 chegando a gravar improvisação com músicos como Ricky Ford, Archie Shepp e Von Freeman.
Além de suas canções famosas como "Love theme for Spartacus" e "Morning", é considerado como um dos primeiros músicos a incorporar elementos do world music ao jazz tradicional.

## Discografia selecionada
- 1957: Stable Mates (Savoy)
- 1957: Morning (Savoy)
- 1957: Jazz Moods (Savoy)
- 1957: Jazz and the Sounds of Nature (Savoy)
- 1959: Cry!/Tender (New Jazz/OJC)
- 1960: The Three Faces of Yusef Lateef (Riverside/OJC)
- 1961: Eastern Sounds (Prestige/OJC)
- 1961: Into Something (Prestige/OJC)
- 1964: Live at Pep's (Impulse!)
- 1964: The Live Session (ABC/Impulse)
- 1966: The Golden Flute (Impulse!)
- 1975: Ten Years Hence (Atlantic)
- 1976: The Doctor Is In & Out (Atlantic)
- 1992: Plays Ballads (YAL)
- 1993: Tenors Featuring Rene McLean (YAL)
- 1994: Tenors of Yusef Lateef & Ricky Ford (YAL)
- 1997: The World at Peace [ao vivo] (Meta)